# Pilotwings
Pilotwings es un videojuego desarrollado por Nintendo EAD para la consola Super Nintendo Entertainment System, lanzado originalmente en 1990. Fue uno de los primeros juegos para la consola, y tuvo bastante éxito de ventas ya que en diversos países se vendía junto a la SNES.
Se trata de un simulador de vuelo, algo particular, en el que se utilizan diversos aparatos y en el que se plantean diferentes metas. Estos aparatos son el cinturón cohete, biplano, ala delta y el paracaídas. Como aparato extra, también existe el helicóptero artillado.
Este juego, junto a F-Zero, son conocidos por el uso de los gráficos en Modo 7 de SNES, que permitía rotar, escalar (entre otros efectos), imágenes en dos dimensiones (planas), haciendo que estas tuvieran un aspecto tridimensional.
Así, todo lo que podemos ver en el juego (edificios, carreteras, árboles,...) son simples imágenes bidimensionales, que desde el "cielo" dan el aspecto de estar en relieve.
Aparte de esta técnica, el juego tuvo un destacado apartado sonoro, con tintes de rock, a cargo de Soyo Oka y Kōji Kondō. 
El juego tuvo una secuela, Pilotwings 64, en la siguiente consola de Nintendo, Nintendo 64. Y esta vez sí que contó con verdaderos gráficos tridimensionales. En el E3 del año 2010, se anunció una nueva entrega de la saga, Pilotwings Resort, en esta ocasión para la nueva Nintendo 3DS.
Pilotwings tuvo varios relanzamientos en consolas posteriores de Nintendo, como Wii en 2006, Wii U en 2013, New Nintendo 3DS en 2016, a través del servicio de la Consola Virtual y en 2019 en Nintendo Switch mediante el servicio Nintendo Switch Online.

## Origen
Pilotwings tiene su origen en una demostración técnica de las capacidades de SNES en su primera aparición en 1988. Este juego-demostración tenía por nombre Dragonfly, y se trataba de manejar un avión por los aires, para mostrar así los efectos del Modo 7. En su proceso de desarrollo, el concepto del juego cambió completamente, y se transformó en el juego que conocemos.

## Sistema de juego
El juego se desarrolla en 4 áreas diferentes de entrenamiento. En cada área hay diferentes pruebas a superar en cualquier orden. En estas pruebas, el jugador controla uno de los cuatro vehículos disponibles. Las pruebas suelen consistir en volar a través de unas marcas flotantes en un tiempo determinado. Una vez finalizadas, el jugador obtiene puntos y los comentarios de sus instructores. Los puntos se dan atendiendo a diferentes factores como el tiempo empleado, la precisión al aterrizar, etc.
Para superar cada área, se deben sumar los puntos suficientes en cada prueba. Aunque no se superen las pruebas, pueden repetirse indefinidamente.
Cuando el jugador ha superado todas las áreas, se presenta una fase en la que controlará un helicóptero. Si se supera esta fase, el jugador obtiene las Pilotwings (Alas de piloto). Esto abrirá un nuevo modo de juego, el Pilotwings EXPERT, en el que la dificultad aumentará considerablemente en cada área. Ahora durante las pruebas se sufrirán unas condiciones meteorológicas adversas y se necesitará una mayor puntuación para superar cada área.
El juego no guarda las partidas directamente, sino que usa un sistema de claves para que el jugador pueda volver a la fase en la que se encontraba.

### Biplano
Este aparato está disponible en todas las áreas de entrenamiento. Las maniobras acrobáticas son imposibles, pues los giros están limitados. La velocidad se regula con el acelerador. Si no se tiene cuidado en el aterrizaje, o se hace de una manera brusca, el avión puede destrozarse.
Con el biplano, el jugador debe volar a través del camino marcado por unos globos, para después aterrizar en una pista. En algunos casos, el jugador comenzará la prueba desde la pista desde donde deberá despegar.
Los puntos se obtienen por los globos que hemos cogido o atravesado durante el vuelo, el tiempo empleado y la calidad del aterrizaje.

### Cinturón cohete
Puede resultar algo difícil su manejo. A mayor aceleración, peor control, y viceversa. El jugador puede cambiar el punto de vista a uno aéreo, para ver bien el aterrizaje. Este cinturón cohete tiene el combustible limitado.
En las pruebas en las que se usa este aparato, el jugador debe despegar y volar a través de una serie de anillos (u otras figuras), para después aterrizar en un punto concreto. Este punto está señalado con círculos concéntricos, como una diana gigante, en la que cuanto más cerca del centro se aterrice, mayor será la puntuación otorgada.

### Ala delta
Con este aparato, el jugador comienza lanzándose desde un avión. Para controlar este aparato, debemos evitar que se levante mucho de la parte delantera, pues entraría en barrena. Para tomar altura, el jugador debe pasar por las corrientes térmicas, representadas por columnas de puntos blancos.
Con este aparato debe atenderse bastante a las corrientes térmicas para ganar altura y no caer demasiado. En el aterrizaje, debe ajustarse bastante para caer en el cuadrado gris que marca la meta.

### Paracaídas
Mientras se está en caída libre, se maneja moviéndose hacia adelante o hacia atrás y rotando sobre sí mismo. El paracaídas se despliega manualmente y podrá manejarse a izquierda y derecha.
Con este aparato se deben atravesar anillos y esfera mientras se desciende y antes de soltar el paracaídas. Después, se debe caer en la diana que habrá en el suelo.

### Helicóptero
Este aparato puede dirigirse en cualquier dirección, además de controlarse la altura y el lanzamiento de misiles. Este aparato solo podrá usarse tras acabar satisfactoriamente todas las pruebas anteriores. 
El jugador será informado de que un agente del gobierno se ha infiltrado en una base enemiga en Izanu Island y ha liberado a los instructores que ahora deben ser rescatados. La misión del jugador será rescatar a estos, sobrevolando la isla y aterrizando en el helipuerto donde esperan los cautivos. El jugador, mientras sobrevuela la isla, deberá destruir o esquivar la artillería antiaérea. Un solo alcance hará fracasar la misión.

### Fases de bonificación
En las fases de Paracaídas, Ala delta y Cinturón cohete, si se aterriza sobre unas plataformas móviles, el jugador obtiene 100 puntos y se tendrá acceso a fases en las que se podrá obtener una puntuación extra. Estas fases consisten en:
- Paracaídas: se tendrá que manejar un pingüino desde una plataforma en altura para sumergirse en una piscina.

- Ala delta: intentar que un hombre con alas llegue lo más lejos posible.

- Cinturón cohete: manejar a un hombre con alas a través de diferentes trampolines hasta aterrizar en una determinada zona en el agua.